# Club Deportivo Alcoyano 2009-2010
Questa voce raccoglie le informazioni riguardanti il Club Deportivo Alcoyano nelle competizioni ufficiali della stagione 2009-2010. 

## Rosa
| N. |                   | Ruolo | Calciatore                 |
| -- | ----------------- | ----- | -------------------------- |
|    | Spagna (bandiera) | P     | Fernando Maestro           |
|    | Spagna (bandiera) | P     | Francisco Ramón Dorronsoro |
|    | Spagna (bandiera) | D     | Joan Castillo              |
|    | Spagna (bandiera) | D     | Fernando Martín            |
|    | Spagna (bandiera) | D     | Luis Verdú Defence         |
|    | Spagna (bandiera) | D     | Javier Carpio              |
|    | Spagna (bandiera) | D     | Manuel Carrión             |
|    | Spagna (bandiera) | D     | Jorge Devesa               |
|    | Spagna (bandiera) | D     | Jorge Barrena              |
|    | Spagna (bandiera) | C     | Juan Ufarte                |
|    | Spagna (bandiera) | C     | Javi Lara                  |

| N. |                   | Ruolo | Calciatore     |
| -- | ----------------- | ----- | -------------- |
|    | Spagna (bandiera) | C     | Adrià Granell  |
|    | Spagna (bandiera) | C     | Diego Jiménez  |
|    | Spagna (bandiera) | C     | Jordi Carrión  |
|    | Spagna (bandiera) | C     | Sergio Alcolea |
|    | Spagna (bandiera) | C     | Xavi Molina    |
|    | Spagna (bandiera) | C     | Pablo Díaz     |
|    | Spagna (bandiera) | A     | Víctor Curto   |
|    | Spagna (bandiera) | A     | Pau Franch     |
|    | Spagna (bandiera) | A     | Luis Gil       |
|    | Spagna (bandiera) | A     | Pablo Pallarés |